# Ingo Nachtigall
Ingo Nachtigall (* 21. September 1961) ist ein ehemaliger deutscher Fußballspieler und heutiger Fußballtrainer.

## Sportliche Laufbahn
Ingo Nachtigall stammt aus Wustrau. Hier begann er auch seine fußballerische Karriere, die ihn bald an die Sportschule nach Frankfurt (Oder) führte. Im Junioren-Bereich bestritt er 15 Länderspiele für die DDR. Im Männerbereich spielte er bei Motor Babelsberg und der BSG Stahl Brandenburg. Später schlug er eine Trainer-Karriere ein. Der Inhaber der A-Lizenz arbeitete für den SV Babelsberg 03 als Co-Trainer. In letzterer Funktion hatte er großen Anteil am Aufstieg des Vereins in die 2. Bundesliga 2000/01. Der Verein sorgte am 20. November 2001 für ein Novum, als mit Nachtigall erstmals in der Geschichte des deutschen Profifußballs ein Co-Trainer entlassen wurde, der Cheftrainer aber im Amt blieb. Zuletzt trainierte er in der Rückrunde der Saison 2005/06 die Landesklassen-Mannschaft des SV Union Neuruppin. Von der Saison 2006/07 bis zum Ende der Hinrunde 2008/09 trainierte der den Landesligisten FC Stahl Brandenburg. Ab der Rückrunde 2008/09 bis 2015 war Nachtigall Cheftrainer des Brandenburgligisten FSV 63 Luckenwalde, den er in die Oberliga geführt hat. Nachdem sein Nachfolger Jörg Heinrich im März 2016 wegen Erfolglosigkeit beurlaubt wurde, übernahm er, vorerst bis Saisonende, wieder das Traineramt in Luckenwalde. Zum Saisonende 2017/18 endete sein Vertrag beim FSV 63 Luckenwalde. In der Saison 2021/22 führte er Union Neuruppin zum Klassenerhalt, 2022 übernahm er das Traineramt bei seinem Jugendklub TSV Wustrau.

## Nach der Karriere
Als berufliches Standbein hat Ingo Nachtigall 2003 einen Fußballkindergarten in Potsdam aufgebaut, den seit 2009 sein Bruder Jörg weiterführt. Ingo Nachtigall ist verheiratet und hat einen Sohn, der von Saisonbeginn 2009/2010 bis Saisonende 2017 beim FSV 63 Luckenwalde spielte.